# Rochetaillée (Haute-Marne)
Pour les articles homonymes, voir Rochetaillée.
Rochetaillée (/ʁɔʃ.ta.je/) est une commune française située dans le département de la Haute-Marne, en région Grand Est. Rochetaillée a absorbé la commune voisine de Chameroy en 1972.

## Géographie
Rochetaillée est une commune rurale situé au sud-ouest du département de la Haute-Marne, dans la vallée de l'Aujon.
Le village se situe dans le Parc national des forêts. La ville la plus proche est Arc-en-Barrois à 12 km km à vol d'oiseau.

### Localisation
Rochetaillée se situe (à vol d'oiseau) à 27 km de Chaumont, la préfecture, 16 km de Langres, le chef-lieu d'arrondissement et 24 km de Châteauvillain.
| Saint-Loup-sur-Aujon | Vauxbons     | Vauxbons |
|                      | Rochetaillée | Voisines |
| Vitry-en-Montagne    |              | Auberive |

Communes les plus proches à vol d'oiseau:
- Chameroy à 3 km
- Saint-Loup-sur-Aujon à 3,5 km
- Ériseul à 3,7 km
- Vauxbons à 3,8 km
- Courcelles-sur-Aujon à 4 km
- Vitry-en-Montagne à 4,5 km

### Géologie et Relief
Le relief autour de Rochetaillée est caractéristique de cette partie de la Haute-Marne et est caractérisé par des collines boisées en leur sommet et une multitude de combes et des vals. L'Aujon creuse une vallée, dans laquelle le village de Rochetaillée s'est installé.

### Paysages
Le paysage autour de Rochetaillée se caractérise par des collines (relativement abruptes pour certaines), boisées en leur sommet. L'Aujon traverse le village en son centre, formant une vallée. Cette vallée se compose de champs et de pâturages mais les abords de la rivière reste boisés.

### Hydrographie
La commune est dans la région hydrographique « la Seine de sa source au confluent de l'Oise (exclu) » au sein du bassin Seine-Normandie. Elle est drainée par l'Aujon, le ruisseau du Gorgeot, le cours d'eau 01 de Charmoille et le Fossé 02 des Maxières,.
L'Aujon, d'une longueur de 68 km, prend sa source dans la commune de Perrogney-les-Fontaines et se jette  dans l'Aube à Longchamp-sur-Aujon, après avoir traversé 17 communes. Les caractéristiques hydrologiques de l'Aujon sont données par la station hydrologique située sur la commune de Saint-Loup-sur-Aujon. Le débit moyen mensuel est de 0,623 m3/s. Le débit moyen journalier maximum est de 19,2 m3/s, atteint lors de la crue du 4 mai 2013. Le débit instantané maximal est quant à lui de 20,5 m3/s, atteint le même jour.

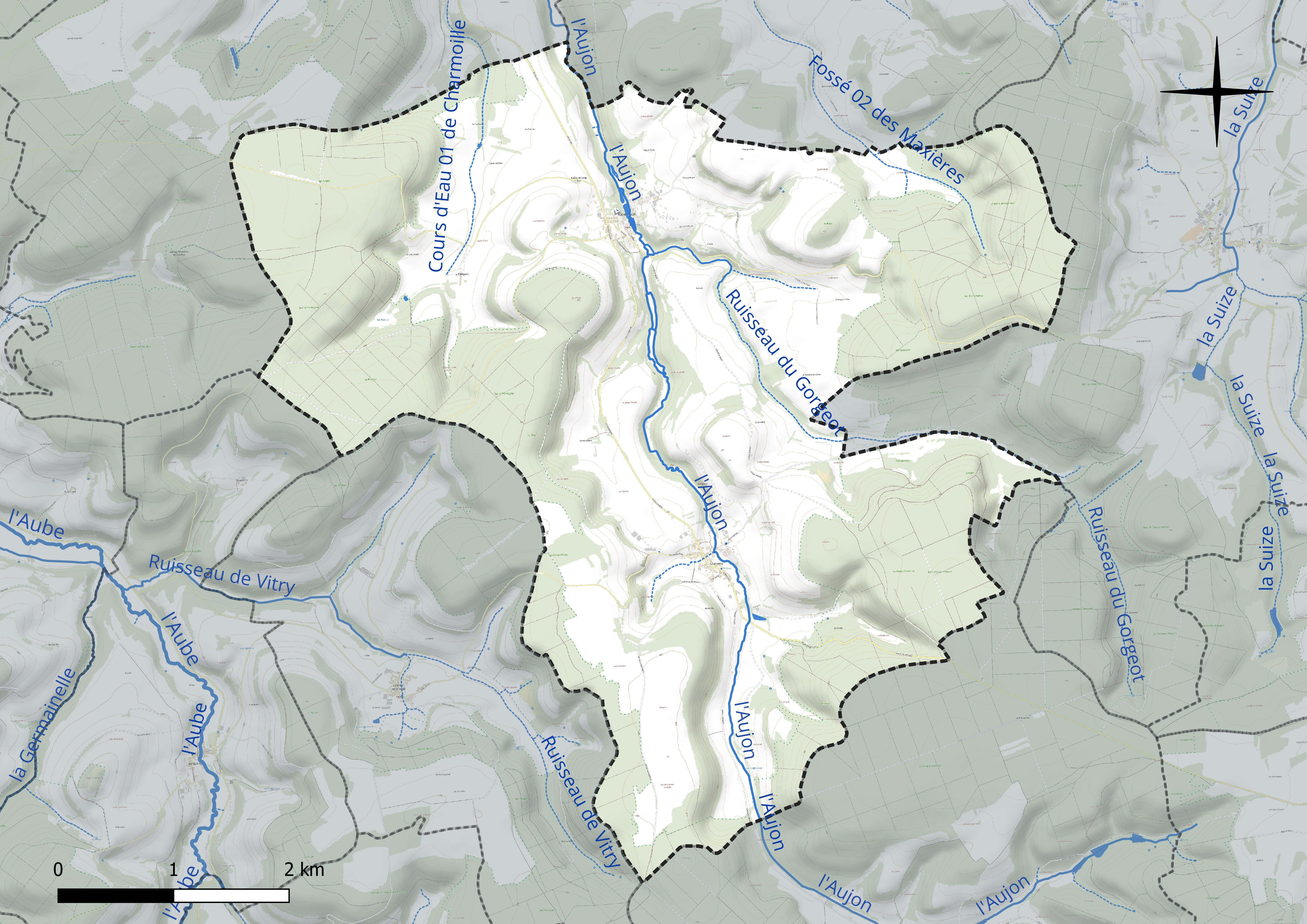
Réseau hydrographique de Rochetaillée.

### Climat
Pour des articles plus généraux, voir Climat du Grand Est et Climat de la Haute-Marne.
En 2010, le climat de la commune est de type climat de montagne, selon une étude du Centre national de la recherche scientifique s'appuyant sur une série de données couvrant la période 1971-2000. En 2020, Météo-France publie une typologie des climats de la France métropolitaine dans laquelle la commune est exposée à un climat océanique altéré et est dans la région climatique  Lorraine, plateau de Langres, Morvan, caractérisée par un hiver rude (1,5 °C), des vents modérés et des brouillards fréquents en automne et hiver. 
Pour la période 1971-2000, la température annuelle moyenne est de 10 °C, avec une amplitude thermique annuelle de 16,7 °C. Le cumul annuel moyen de précipitations est de 950 mm, avec 13,2 jours de précipitations en janvier et 9,1 jours en juillet. Pour la période 1991-2020, la température moyenne annuelle observée sur la station météorologique de Météo-France la plus proche, « Saint-loup-sur-aujon_sapc », sur la commune de Saint-Loup-sur-Aujon à 4 km à vol d'oiseau, est de 10,5 °C et le cumul annuel moyen de précipitations est de 918,0 mm. 
La température maximale relevée sur cette station est de 39,9 °C, atteinte le 25 juillet 2019 ; la température minimale est de −22 °C, atteinte le 20 décembre 2009,,. 
Les paramètres climatiques de la commune ont été estimés pour le milieu du siècle (2041-2070) selon différents scénarios d'émission de gaz à effet de serre à partir des nouvelles projections climatiques de référence DRIAS-2020. Ils sont consultables sur un site dédié publié par Météo-France en novembre 2022.

## Urbanisme

### Typologie
Au 1er janvier 2024, Rochetaillée est catégorisée commune rurale à habitat très dispersé, selon la nouvelle grille communale de densité à sept niveaux définie par l'Insee en 2022.
Elle est située hors unité urbaine. Par ailleurs la commune fait partie de l'aire d'attraction de Chaumont, dont elle est une commune de la couronne,. Cette aire, qui regroupe 112 communes, est catégorisée dans les aires de 50 000 à moins de 200 000 habitants,.

### Occupation des sols
L'occupation des sols de la commune, telle qu'elle ressort de la base de données européenne d’occupation biophysique des sols Corine Land Cover (CLC), est marquée par l'importance des forêts et milieux semi-naturels (53,6 % en 2018), une proportion identique à celle de 1990 (53,6 %). La répartition détaillée en 2018 est la suivante : 
forêts (53,6 %), terres arables (28 %), prairies (16,5 %), zones urbanisées (1 %), zones agricoles hétérogènes (0,9 %). L'évolution de l’occupation des sols de la commune et de ses infrastructures peut être observée sur les différentes représentations cartographiques du territoire : la carte de Cassini (XVIIIe siècle), la carte d'état-major (1820-1866) et les cartes ou photos aériennes de l'IGN pour la période actuelle (1950 à aujourd'hui).

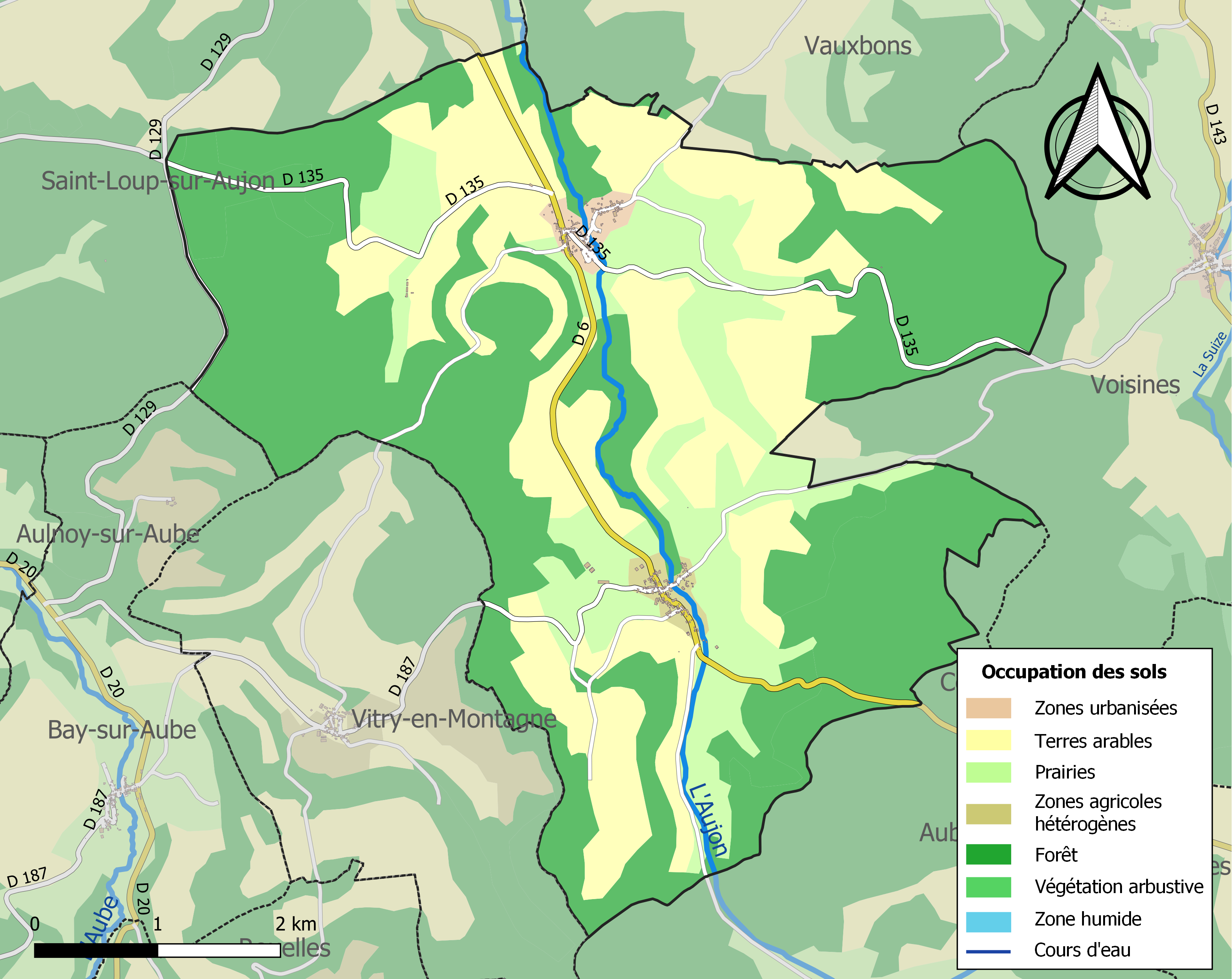
Carte des infrastructures et de l'occupation des sols de la commune en 2018 (CLC).

### Logements
Sur les 116 logements que comptait le village en 2019, 9 étaient vacants et 37 étaient des résidences secondaires ou occasionnelles. 1 logement était considéré comme étant un appartement. 32,9% des habitants de Rochetaillée ont emménagés il y a plus de 30 ans. 7,1% y ont emménagés il y a moins de 2 ans.

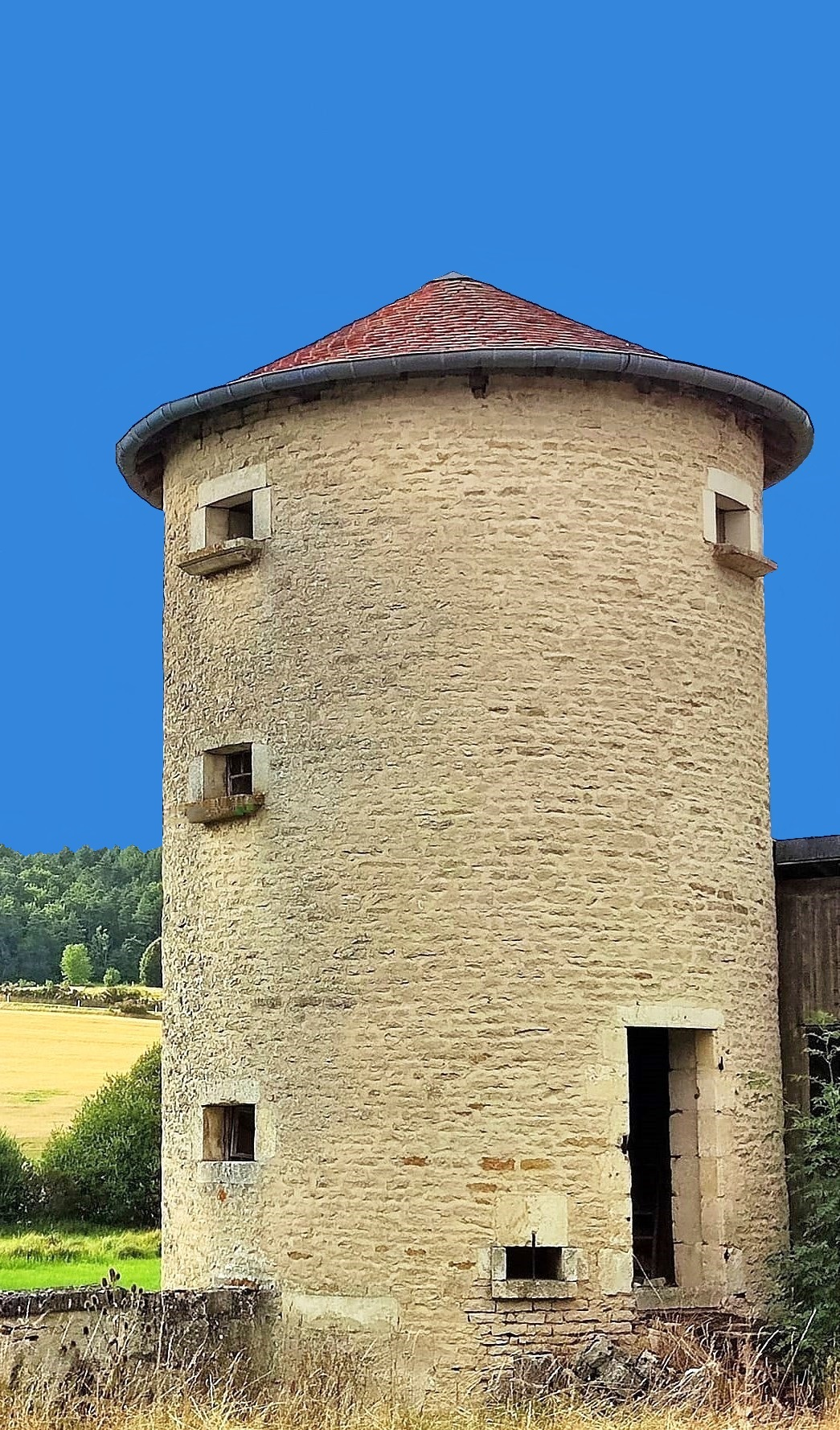
Le pigeonnier de la ferme de Plongerot

### Lieux-dits, hameaux et écarts
La ferme de Plongerot se situe au sud-ouest du village.

### Voies de communication et transports
Le village est traversé du nord au sud par la Route départementale n°6 (D6) qui mène, vers le nord, à Arc-en-Barrois, et vers le sud, à Perrogney-les-Fontaines. Rochetaillée est aussi traversé par la Route départementale n°135 (D135) de l'est à l'ouest. Elle permet de rejoindre Arbot par l'ouest et Voisines par l'est.

## Toponymie
Le nom Rochetaillée proviendrait du latin Rupes Scissa, c'est-à-dire la roche fendue par la rivière.

## Histoire
D'après l'ouvrage "La Haute-Marne ancienne et moderne" écrit par Émile Jolibois, Rochetaillée était une plaque tournante du commerce de bétail. Il s'y tenait cinq foires par an.
En 1789, l'église Saint Jean-Baptiste appartenait au diocèse de Langres et était succursale de Chameroy.
La paroisse appartenait à la généralité de Bourgogne et au bailliage de Châtillon. Elle formait avec Chameroy une baronnie qui relevait d'Arc-en-Barrois.
Une léproserie avait été installée par les seigneurs de l'époque, mais elle fut abandonnée car la seigneurie était ruinée par les guerres civiles. En 1447, la paroisse était même abandonnée.
L'ouvrage fait aussi état d'un château qui, tombant en ruines, fut démoli au XVIIIe siècle:"C'était une grosse tour carrée construite sur un rocher près de la rivière et terminée par une lanterne que l'on pouvait au besoin convertir en moulin à vent."
En 1972, la commune de Rochetaillée a absorbé celle de Chameroy.

## Politique et administration
| Période                                  | Période  | Identité           | Étiquette | Qualité |
| ---------------------------------------- | -------- | ------------------ | --------- | ------- |
| mars 2001                                | En cours | Jean-Pierre Michel |           |         |
| Les données manquantes sont à compléter. |          |                    |           |         |

### Élections
Voici les résultats de l'élection présidentielle de 2022:
| Candidat                    | % des voix | Voix |
| --------------------------- | ---------- | ---- |
| Emmanuel Macron (LREM)      | 21,10%     | 23   |
| Marine Le Pen (RN)          | 44,04%     | 48   |
| Jean-Luc Mélenchon (LFI)    | 12,84%     | 14   |
| Valérie Pécresse (LR)       | 4,59%      | 5    |
| Éric Zemmour (REC)          | 5,50%      | 6    |
| Yannick Jadot (EELV)        | 2,75%      | 3    |
| Jean Lassalle (RES)         | 2,75%      | 3    |
| Philippe Poutou (NPA)       | 2,75%      | 3    |
| Nathalie Arthaud (LO)       | 0,92%      | 1    |
| Anne Hidalgo (PS)           | 0%         | 0    |
| Fabien Roussel (PCF)        | 0,92%      | 1    |
| Nicolas Dupont-Aignan (DLF) | 1,83%      | 2    |

| Candidat               | % des voix | Voix |
| ---------------------- | ---------- | ---- |
| Emmanuel Macron (LREM) | 41,75%     | 43   |
| Marine Le Pen (RN)     | 58,25%     | 60   |

## Démographie
L'évolution du nombre d'habitants est connue à travers les recensements de la population effectués dans la commune depuis 1793. Pour les communes de moins de 10 000 habitants, une enquête de recensement portant sur toute la population est réalisée tous les cinq ans, les populations de référence des années intermédiaires étant quant à elles estimées par interpolation ou extrapolation. Pour la commune, le premier recensement exhaustif entrant dans le cadre du nouveau dispositif a été réalisé en 2007.

En 2022, la commune comptait 156 habitants, en évolution de −5,45 % par rapport à 2016 (Haute-Marne : −4,62 %, France hors Mayotte : +2,11 %).
| 1793 | 1800 | 1806 | 1821 | 1831 | 1836 | 1841 | 1846 | 1851 |
| ---- | ---- | ---- | ---- | ---- | ---- | ---- | ---- | ---- |
| 401  | 390  | 347  | 323  | 411  | 370  | 383  | 371  | 405  |

| 1856 | 1861 | 1866 | 1872 | 1876 | 1881 | 1886 | 1891 | 1896 |
| ---- | ---- | ---- | ---- | ---- | ---- | ---- | ---- | ---- |
| 404  | 396  | 357  | 352  | 279  | 284  | 262  | 255  | 258  |

| 1901 | 1906 | 1911 | 1921 | 1926 | 1931 | 1936 | 1946 | 1954 |
| ---- | ---- | ---- | ---- | ---- | ---- | ---- | ---- | ---- |
| 229  | 215  | 201  | 165  | 220  | 175  | 183  | 157  | 122  |

| 1962 | 1968 | 1975 | 1982 | 1990 | 1999 | 2006 | 2007 | 2012 |
| ---- | ---- | ---- | ---- | ---- | ---- | ---- | ---- | ---- |
| 91   | 90   | 172  | 171  | 154  | 147  | 149  | 149  | 157  |

| 2017 | 2022 | - | - | - | - | - | - | - |
| ---- | ---- | - | - | - | - | - | - | - |
| 167  | 156  | - | - | - | - | - | - | - |

## Culture locale et patrimoine

### Lieux et monuments
- Le marais Vaucher, associé aux marais tufeux du Châtillonnais.
- L'église Saint Jean-Baptiste
- Le pigeonnier de la ferme de Plongerot

## Photos du village

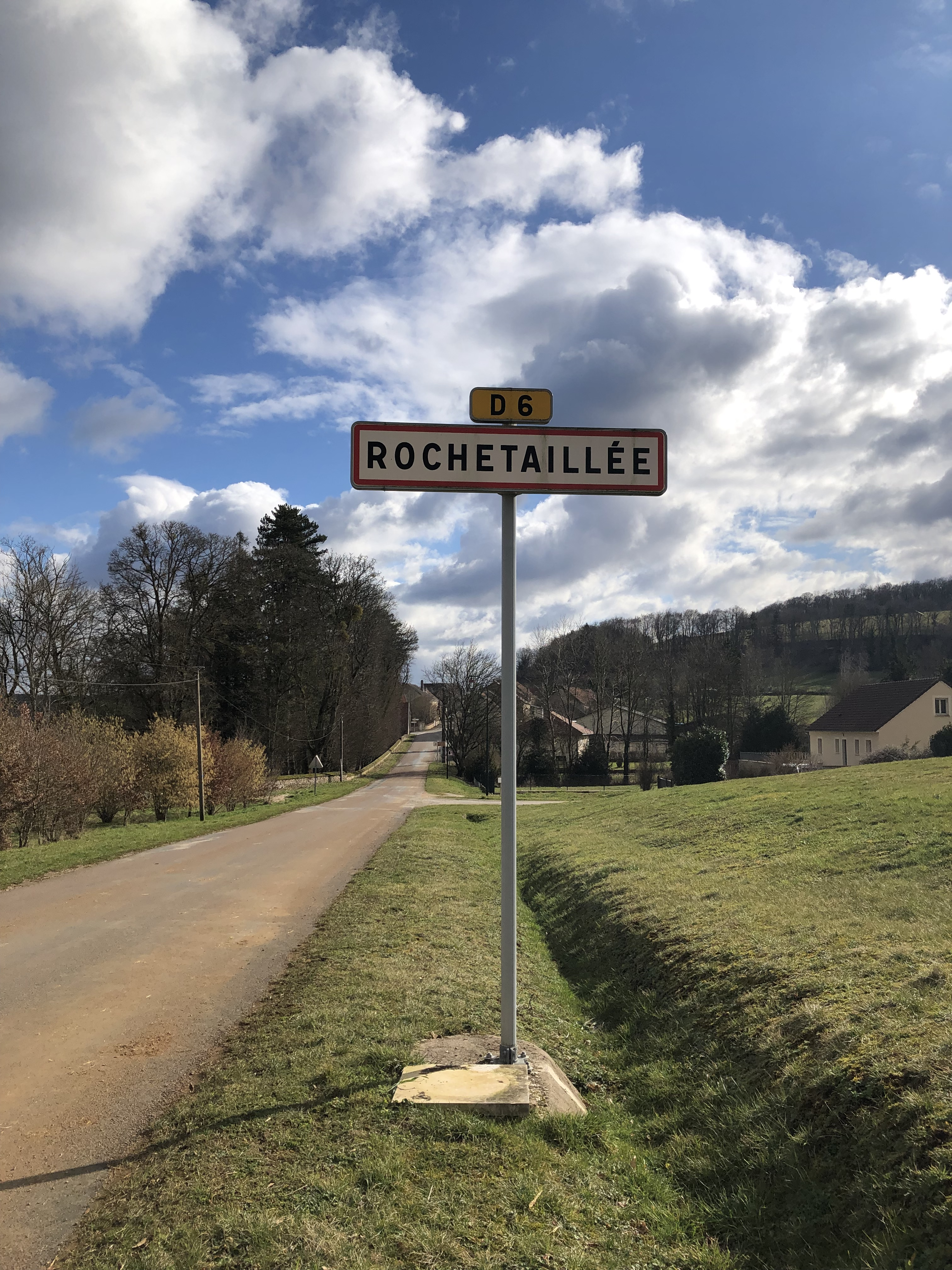
Panneau d'entrée dans Rochetaillée
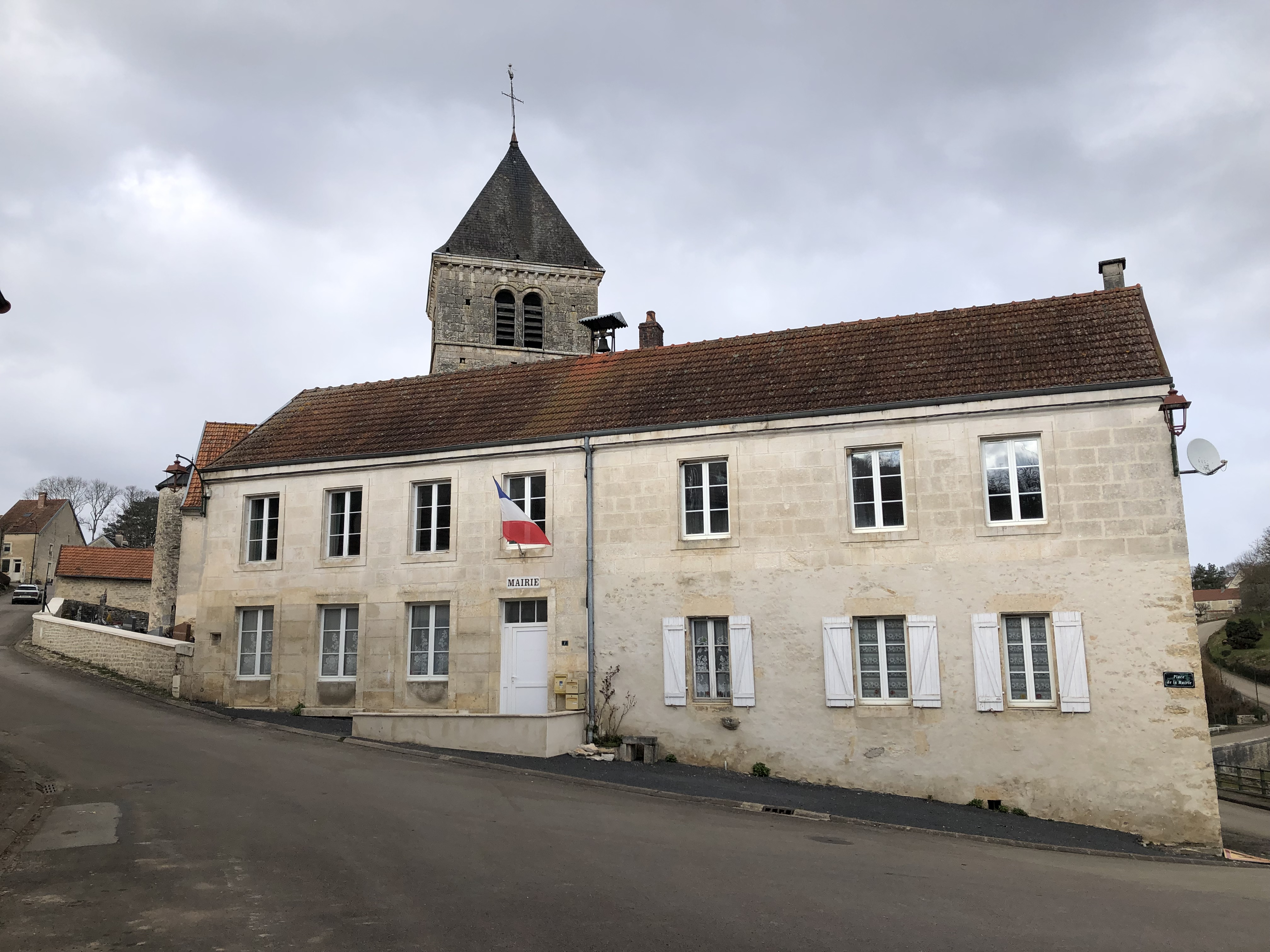
Mairie de Rochetaillée
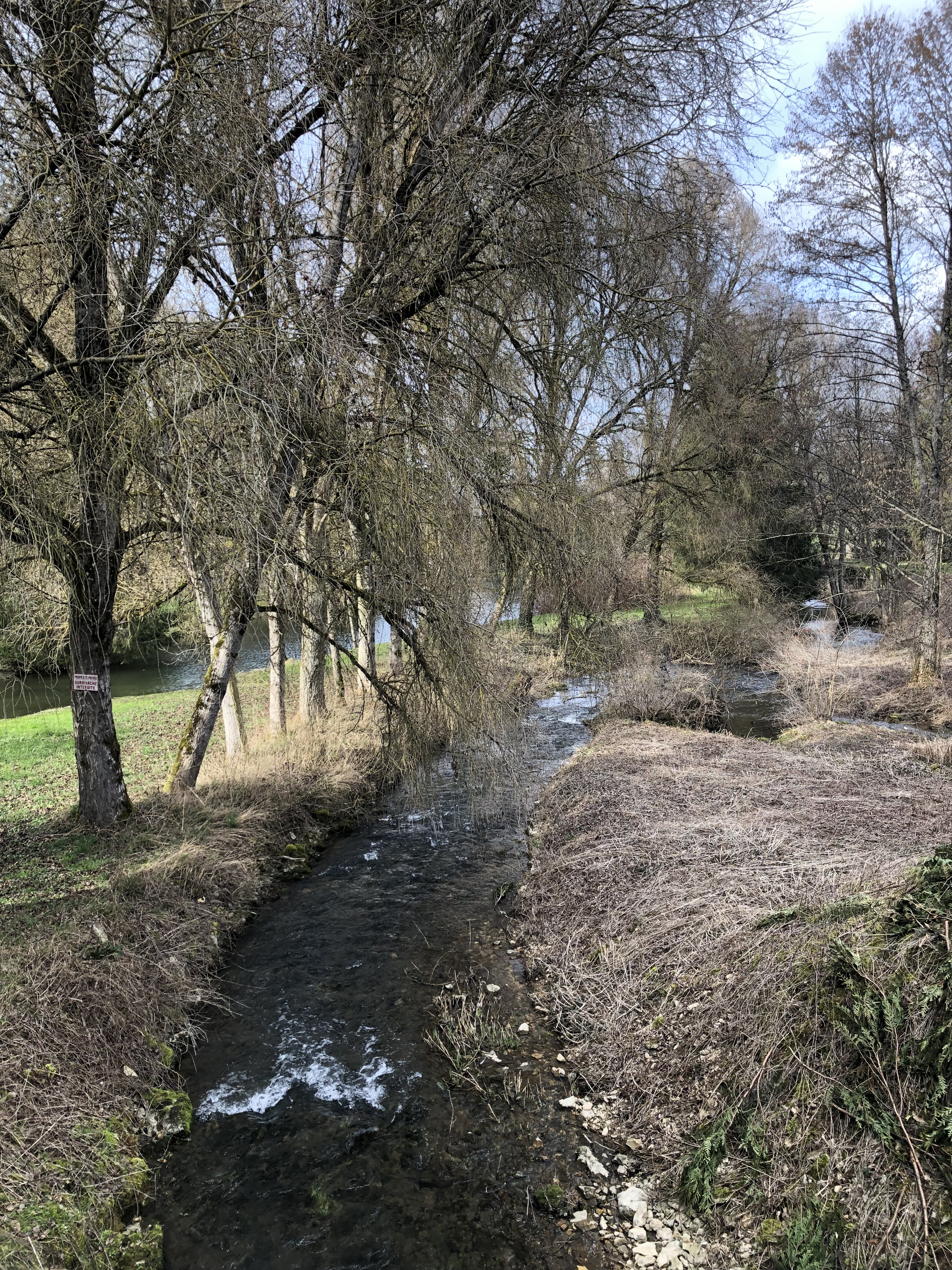
L'Aujon à Rochetaillée
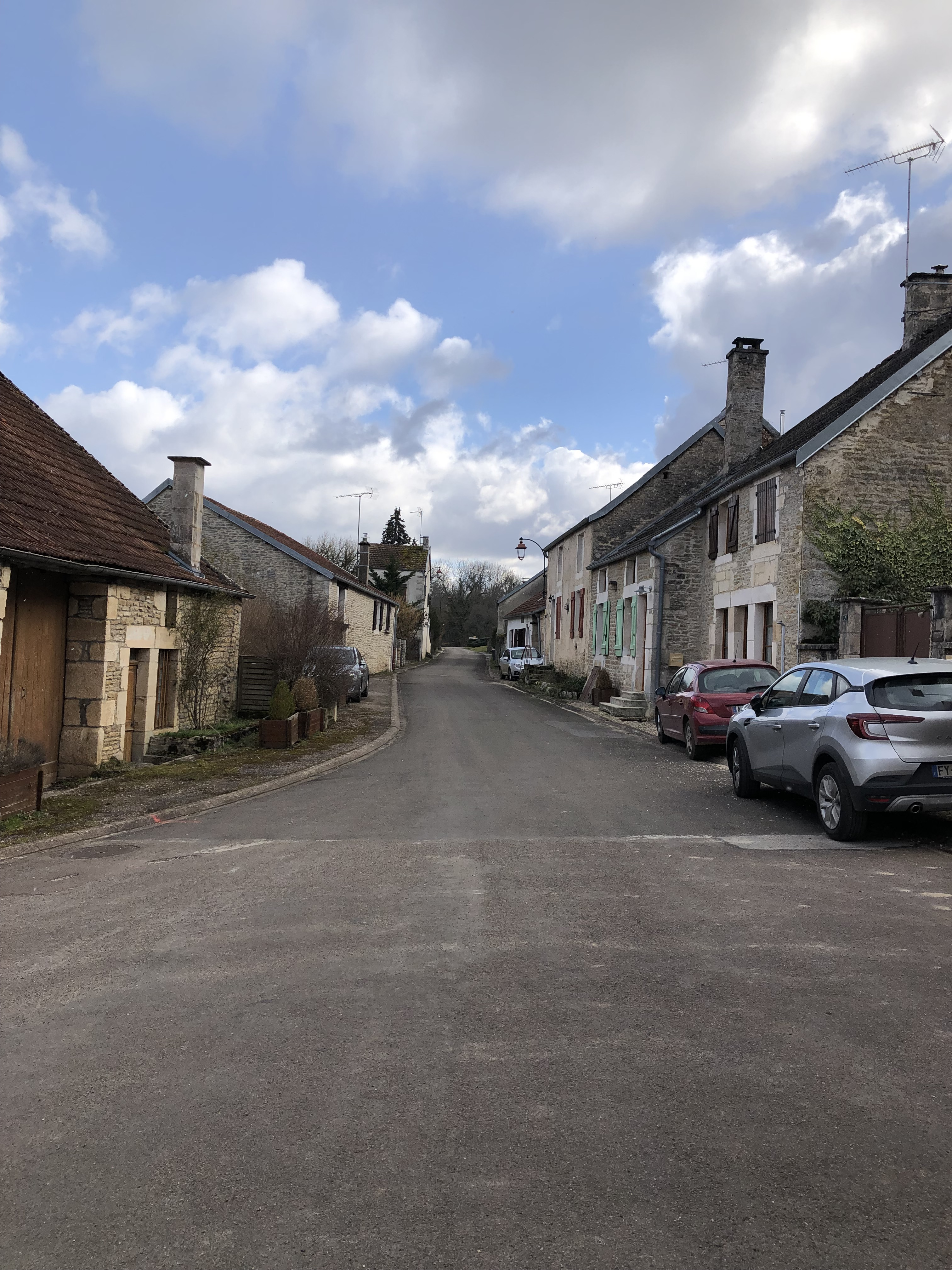
La rue Basse
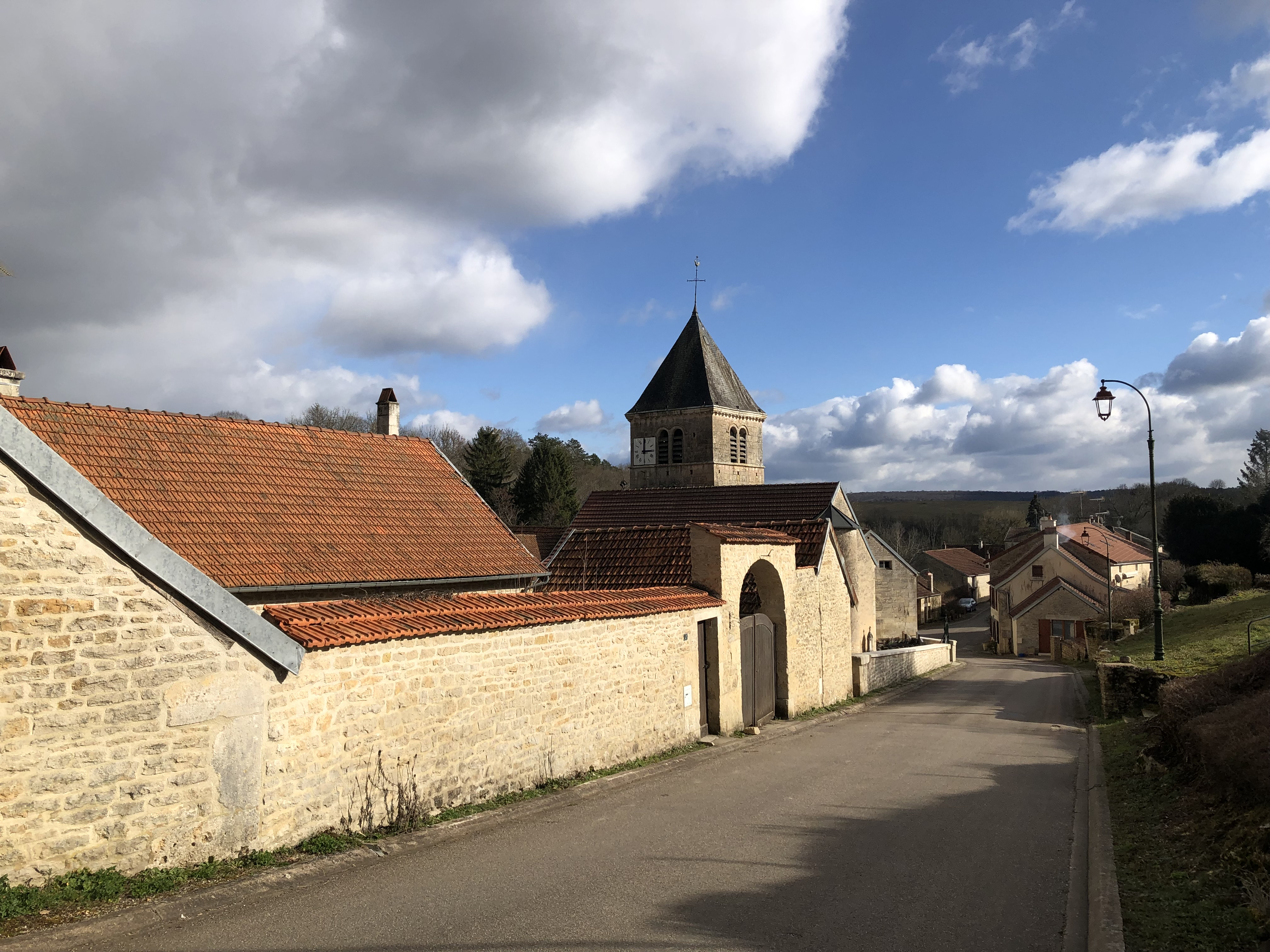
L'église de Rochetaillée, vue du haut de la rue de l'église
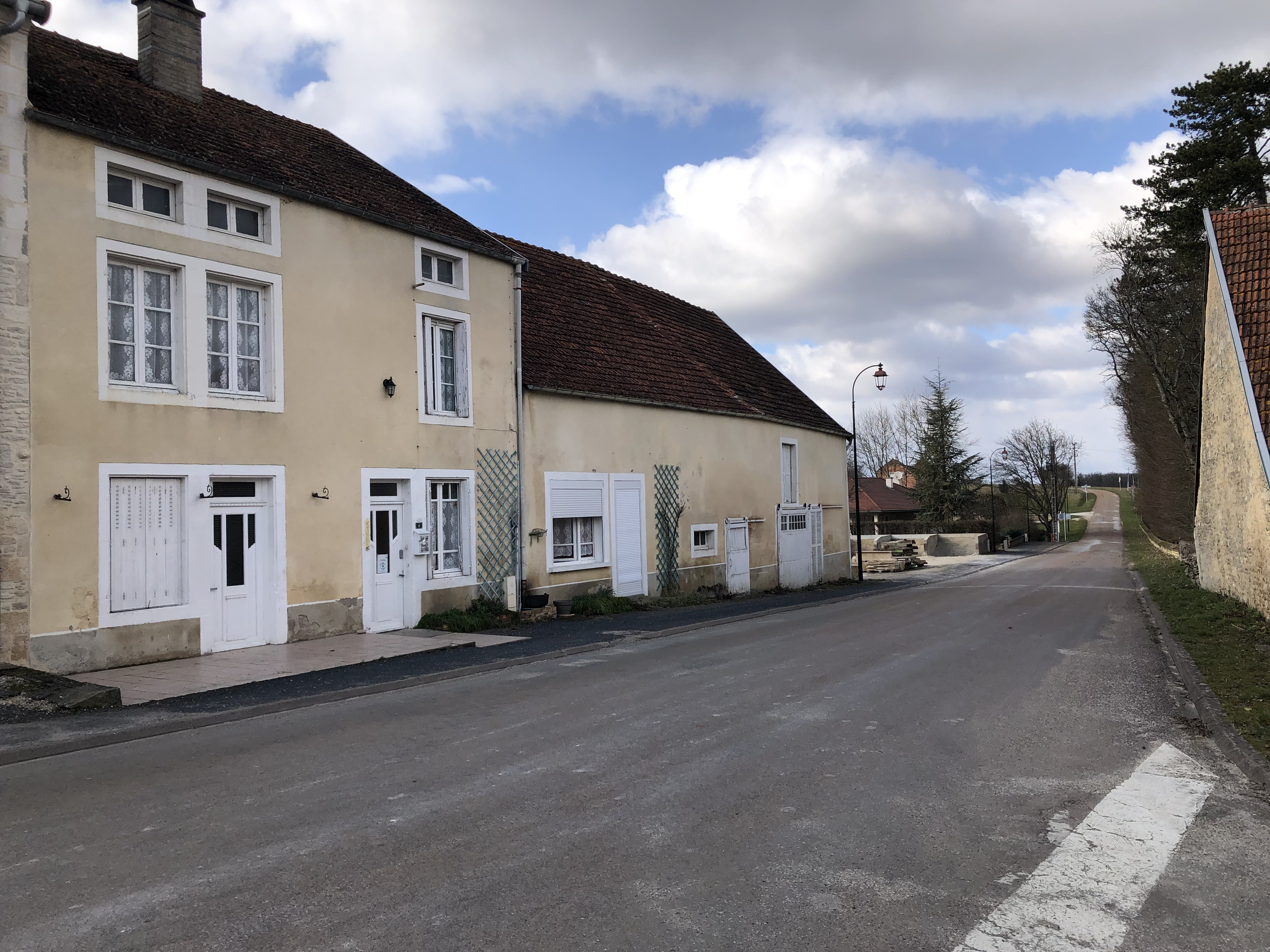
L'ancienne maison Aubertot, de nos jours
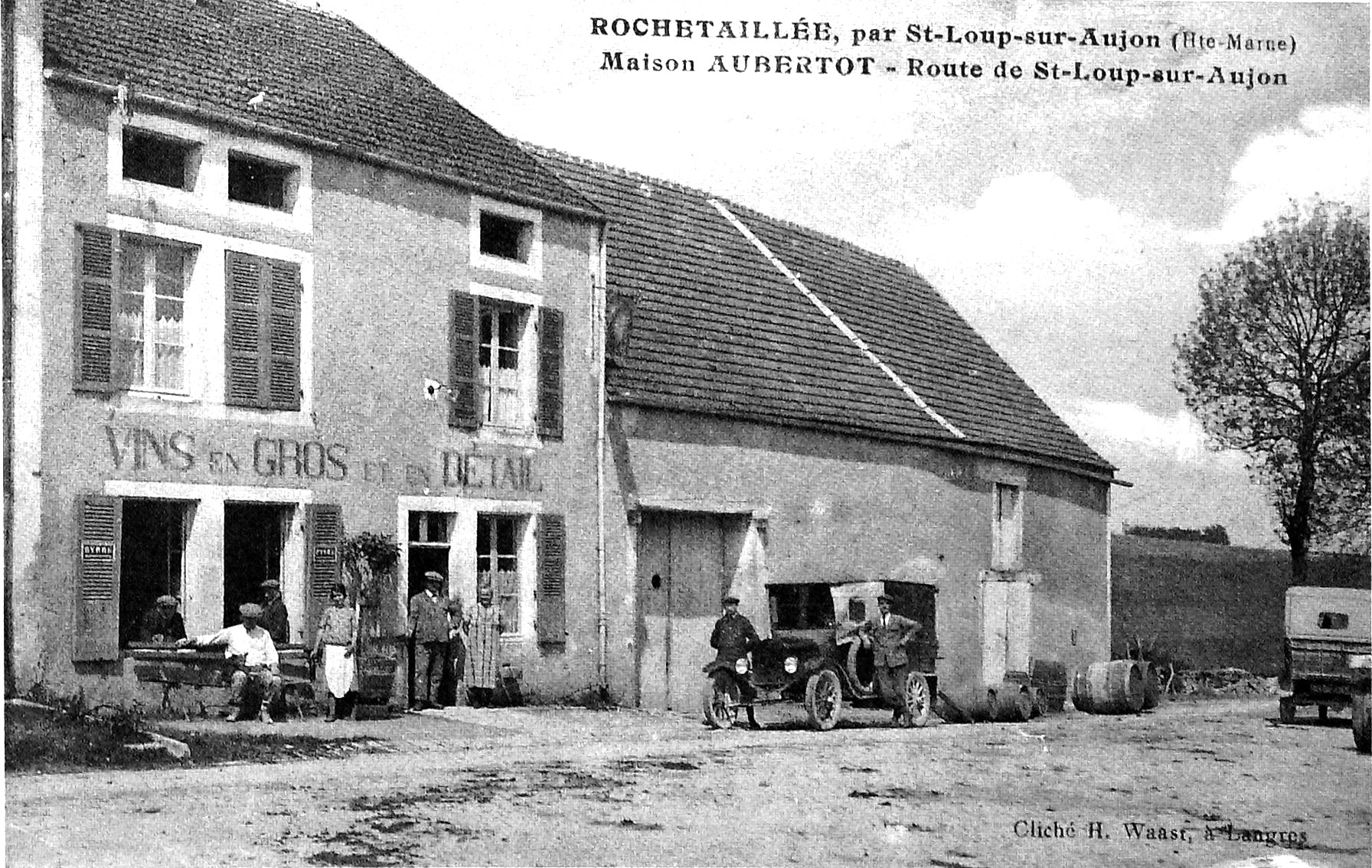
La maison Aubertot au début du XXe siècle